# Kazimierz Kowalski (1885–1967)
Kazimierz Kowalski (ur. 15 stycznia 1885 w Płocku, zm. 1967) – podpułkownik saperów inżynier Wojska Polskiego, kawaler Orderu Virtuti Militari.

## Życiorys
Urodził się 15 stycznia 1885 w Płocku, ówczesnej stolicy guberni płockiej, w rodzinie Antoniego i Pauliny z Żurkiewiczów.
W czasie wojny z bolszewikami walczył jako dowódca II Batalionu Kolejowego. 9 września 1920 został zatwierdzony z dniem 1 kwietnia 1920 w stopniu kapitana, w Korpusie Wojsk Kolejowych, w grupie oficerów byłych Korpusów Wschodnich i byłej armii rosyjskiej. Pełnił wówczas służbę w Batalionie Wyszkolenia Wojsk Kolejowych.
W 1923 pełnił obowiązki dowódcy IV batalionu 2 Pułku Kolejowego w Jabłonnie. Do jesieni 1924 pełnił służbę w Obozie Szkolnym Wojsk Kolejowych na stanowisku dyrektora nauk. Obowiązki dyrektora nauk łączył z funkcją wykładowcy. Wydał podręcznik „Budowa Kolei Żelaznych”. Za ten okres służby otrzymał od szefa Szefa Sztabu Generalnego pochwałę, która została opublikowana na łamach „Polski Zbrojnej”. Następnie został przydzielony do Departamentu VI Wojsk Technicznych Ministerstwa Spraw Wojskowych na stanowisko kierownika Referatu Technicznego WSK. 3 maja 1926 został mianowany na stopień podpułkownika ze starszeństwem z 1 lipca 1925 i 1. lokatą w korpusie oficerów kolejowych. Od 1926 pełnił służbę w Departamencie Inżynierii Ministerstwa Spraw Wojskowych na stanowisku kierownika Referatu Techniczno-Materiałowego. Z dniem 4 grudnia 1928 został przeniesiony z korpusu oficerów saperów kolejowych do korpusu oficerów inżynierii i saperów z pozostawieniem na zajmowanym stanowisku. Z dniem 28 lutego 1929 został przeniesiony w stan spoczynku.
Mieszkał w Legionowie, w willi „Kazinek” przy ul. Słowackiego. W 1934, jako oficer stanu spoczynku pozostawał w ewidencji Powiatowej Komendy Uzupełnień Bielsk Podlaski. Posiadał przydział do Oficerskiej Kadry Okręgowej Nr IX. Był wówczas „przewidziany do użycia w czasie wojny”. 28 sierpnia 1939 został zmobilizowany i wyznaczony na stanowisko komendanta Ośrodka Zapasowego Mostów Kolejowych nr 2 w Legionowie.

## Ordery i odznaczenia
- Krzyż Srebrny Orderu Wojskowego Virtuti Militari nr 5176 – 28 lutego 1922[11][2]
- Medal Pamiątkowy za Wojnę 1918–1921 – 1928[12]
- Medal Dziesięciolecia Odzyskanej Niepodległości – 1928[12]